# Синопа (сателит)
Синопа је најдаљи, познати, Јупитеров сателит. По грчкој митологији, Синопа је била жена за коју се вјерује да је неуспјешно Зевс покушао завести. Овај сателит је открио Николсон 1914. године. Ананке, Карме, Пасифаје и Синопа су можда остаци једног астероида којег је привукла Јупитерова гравитација, након чега се распао. Пречник овог сателита је 36 km а удаљеност од Јупитера је 23.700.000 km.